# Paraguayaanse verkiezingen 2003
Op 27 april 2003 vonden er in Paraguay parlements- en presidentsverkiezingen plaats.

## Presidentsverkiezingen
| Kandidaat                        | partij                                               | stemmen   | %     |
| -------------------------------- | ---------------------------------------------------- | --------- | ----- |
| Nicanor Duarte                   | Coloradopartij                                       | 573.594   | 38,3% |
| Julio César Ramón Franco Gómez   | Authentieke Liberaal-Radicale Partij - Blanco Partij | 369.963   | 24,7% |
| Pedro Nicolás Maráa Fadul Niella | Beweging Geliefd Vaderland                           | 328.449   | 21,9% |
| Guillermo Sánchez Guffanti       | Nationale Unie van Ethische Burgers                  | 208.003   | 14,0% |
| Overige                          |                                                      | 17.263    | 1,1%  |
| Totaal                           |                                                      | 1.497.272 | 64,2% |

## Parlementsverkiezingen

### Kamer van Afgevaardigden(Cámara de Diputados)
| Partij/alliantie                                               | Percentage | Zetels |
| -------------------------------------------------------------- | ---------- | ------ |
| Nationale Republikeinse Alliantie - Colorado Partij (ANR-PC)   | 35,3%      | 37     |
| Authentieke Liberaal-Radicale Partij - Blanco Partij (PLRA-PB) | 25,7%      | 21     |
| Beweging Geliefd Vaderland (MPQ)                               | 15,3%      | 10     |
| Nationale Unie van Ethische Burgers (UNACE)                    | 14,7%      | 10     |
| Partij Solidair Land (PPS)                                     | 3,3%       | 2      |
| Partij Nationale Ontmoeting (PEN)                              | 3,1%       | -      |
| Partido Patria Libre                                           | 1,1%       | -      |
| Totaal                                                         |            | 80     |

### Senaat(Senado)
| Partij/alliantie                                               | Percentage | Zetels |
| -------------------------------------------------------------- | ---------- | ------ |
| Nationale Republikeinse Alliantie - Colorado Partij (ANR-PC)   | 32,9%      | 16     |
| Authentieke Liberaal-Radicale Partij - Blanco Partij (PLRA-PB) | 24,3%      | 12     |
| Beweging Geliefd Vaderland (MPQ)                               | 15,2%      | 7      |
| Nationale Unie van Ethische Burgers (UNACE)                    | 13,7%      | 7      |
| Partij Solidair Land (PPS)                                     | 4,3%       | 2      |
| Partij Nationale Ontmoeting (PEN)                              | 2,0%       | 1      |
| Partido Patria Libre                                           | 1,0%       | -      |
| Totaal                                                         |            | 45     |